# Helena Madurowicz-Urbańska
Helena Madurowicz-Urbańska (ur. 20 września 1918 we Lwowie, zm. 8 maja 2008 w Krakowie) – polska historyk, profesor UJ, znawczyni dziejów gospodarczych i społecznych XVI–XX wieku.

## Życiorys
Dzieciństwo spędziła we Lwowie, a w 1936 zaczęła studiować historię na Wydziale Humanistycznym lwowskiego Uniwersytetu im. Jana Kazimierza. Wybuch II wojny światowej spowodował przerwanie studiów. W czasie wojny więziona w obozach koncentracyjnych w Majdanku, Ravensbrück i Buchenwaldzie. Po wojnie przeniosła się do Krakowa, gdzie kontynuowała studia na Wydziale Filozoficzno-Historycznym Uniwersytetu Jagiellońskiego. Tam  uczestniczyła w zajęciach prowadzonych przez dwóch lwowskich profesorów Franciszka Bujaka (historia społeczno-gospodarcza) i Romana Ingardena (filozofia), którzy mieli istotny wpływ na jej rozwój naukowy. W 1946 obroniła pracę magisterską pt. Rozwój form osadniczych na Śląsku w oświetleniu nowszej literatury niemieckiej.
Doktorat filozofii w zakresie historii (i stanowisko adiunkta) uzyskała w 1948 na podstawie pracy Początki spółdzielczości rolniczej w Królestwie Polskim jako ruch społeczny i gospodarczy. W 1963 habilitowała się na podstawie rozprawy Ceny zboża w Zachodniej Małopolsce w drugiej połowie XVIII wieku, a trzy lata później (1966) uzyskała stanowisko docenta. W 1971 otrzymała tytuł profesora nadzwyczajnego nauk humanistycznych, zaś w 1978 – tytuł i stanowisko profesora zwyczajnego.
W latach 1946–1953 pracowała jako starsza asystentka w Studium Spółdzielczym Wydziału Rolniczo-Leśnego UJ, następnie w Zakładzie Dokumentacji PAN, gdzie należała do zespołu redagującego Bibliografię historii Polski oraz w latach 1962–1965 w Pracowni Badań Agrarnych Instytutu Historii PAN. Następnie kierowała kolejno: Zakładem Historii Społeczno-Gospodarczej przy Katedrze Historii Polski XVI–XVIII wieku (1966–1971), Pracownią Statystyki i Metod Informacji Naukowej (1971–1981), a od 1981 do przejścia na emeryturę w 1998 Zakładem Historii Społeczno-Gospodarczej i Statystyki w Instytucie Historii UJ.
Jej badania naukowe koncentrowały się na dziejach przemysłu i przemianach społeczno-gospodarczych wsi polskiej XVI–XX w. ze szczególnym uwzględnieniem obszaru południowej Polski. Interesowała się także procesem urbanizacji, historią myśli naukowej, a także dziejami Lwowa. Była reprezentantką szkoły historii społeczno-gospodarczej prof. Franciszka Bujaka, promotora jej pracy magisterskiej i doktorskiej, którego działalność, twórczość i ideologia stały się również obiektem jej pracy naukowej. 
Właściwie wyłącznym miejscem jej pracy naukowo-badawczej i dydaktycznej był Uniwersytet Jagielloński. Prócz nauczania w Instytucie Historii prowadziła wykłady dla studentów socjologii i etnografii. Redagowała materiały do ćwiczeń i wykładów dla studentów szkół wyższych z zakresu demografii (wydane w latach 1973–1977) oraz statystyki i metodyki prac badawczych (wydane w latach 1976–1977). Organizowała kwartalne „spotkania interdyscyplinarne” umożliwiające wymianę doświadczeń z zakresu technik badawczych (1973–1975), zajmowała się także edycją źródeł historycznych.
Uczestniczyła w licznych wymianach naukowych Uniwersytetu Jagiellońskiego z uniwersytetami w Paryżu, Lille, Bordeaux, Kolonii, Heidelbergu, Freiburgu, Liége, Salzburgu, Wiedniu, Linzu, Bazylei, Helsinkach i Uppsali. Publikowała także swoje prace w języku francuskim i niemieckim.
Była członkiem czynnym Polskiej Akademii Umiejętności, Komisji Historycznej i Komisji Statystyczno-Demograficznej Polskiej Akademii Nauk, Polskiego Towarzystwa Historycznego, Polskiego Towarzystwa Socjologicznego, International Association of Agricultural Museums, redakcji wydawnictwa „Galicja i jej dziedzictwo” oraz przewodniczącą Komisji Historycznej Polskiego Towarzystwa Statystycznego.
Odznaczona Medalem Zwycięstwa i Wolności 1945 (1972), Medalem Polskiej Akademii Umiejętności Pro Patria et Scientia (1972), Złotym Krzyżem Zasługi (1974), Krzyżem Kawalerskim Orderu Odrodzenia Polski (1978), Medalem Komisji Edukacji Narodowej (1979) oraz wyróżniona Nagrodą indywidualną (1978) i zespołową (1982) II stopnia za osiągnięcia w dziedzinie badań naukowych, Nagrodą indywidualną I stopnia za osiągnięcia w dziedzinie badań naukowo-dydaktycznych (1988) i Nagrodą Rektora UJ za wybitne osiągnięcia w pracy dydaktyczno-wychowawczej (1989). 
19 października 2000 obchodzono uroczyście jubileusz 50-lecia jej pracy naukowej, połączony z odnowieniem doktoratu. Z tej okazji wręczono jej księgę pamiątkową zatytułowaną Celem nauki jest człowiek… Studia z historii społecznej i gospodarczej ofiarowane Helenie Madurowicz-Urbańskiej pod redakcją Piotra Franaszka.
Pochowana 15 maja 2008 na cmentarzu Rakowickim.

## Publikacje
- 1958: Regiony gospodarcze Małopolski Zachodniej w drugiej połowie XVIII wieku.
- 1963: Ceny zboża w Zachodniej Małopolsce w drugiej połowie XVIII wieku.
- 1969: Z rozważań nad formą przestrzenną wiejskich osiedli przemysłowych Zagłębia Staropolskiego.
- 1978: Fredro i Galicja.
- 1979: Problemy industrializacji w rolniczych krajach Europy.
- 1982: Mentalność chłopów polskich w XVIII w. : (w świetle suplik wsi królewskich i kościelnych).
- 1986: Perspektywy nowych badań nad społeczeństwem galicyjskim.
- 1987: U podstaw ustroju agrarnego : z myśli naukowej Franciszka Bujaka
- 1992: Lwów "handlowy" czy "urzędniczy"? : ze zmiennych losów nowożytnego miasta.
- 2001: Franciszek Bujak – o nowy kształt historii.